# Anora (film)
Anora är en amerikansk romantisk dramakomedi från 2024, regisserad, skriven och producerad av Sean Baker. I titelrollen syns Mikey Madison som Anora "Ani" Mikheeva, en strippa från New York som gifter sig med den välbärgade sonen till en rysk oligark.
Filmen hade världspremiär vid filmfestivalen i Cannes 2024, där den vann Guldpalmen. Den släpptes under hösten på bio i en mängd olika länder, 6 december i Sverige. Anora, som är en i raden av filmer som kretsar kring sexarbetare, har blivit Bakers kommersiellt mest framgångsrika film.
Även under vinterns prisutdelningssäsong var filmen framgångsrik, och i mars 2025 erhöll den Oscarsstatyetter i fem kategorier. Baker blev då den första filmskapare som vid samma Oscarsgala fått ta emot fyra Oscarsstatyetter för samma film.

## Handling
Filmen handlar om den 23-åriga Anora "Ani" Mikheeva som bor i Brighton Beach, ett rysk-amerikanskt bostadsområde i Brooklyn i New York. Hon arbetar som strippa på en nattklubb i Brooklyn, där hennes chef introducerar henne för Ivan "Vanja" Zacharov. Han, den 21-årige sonen till en rysk oligark, frågar efter en strippa som kan tala flytande ryska. Trots att Vanja befinner sig i USA på grund av studier, ägnar han det mesta av sin tid åt att roa sig på olika klubbar och spela TV-spel i sin exklusiva bostad i Brooklyn.
Efter ett spontant infall gifter hon sig med Ivan, son till en rysk oligark. Därefter upptäcker hon hans olika sidor, samt får problem med hans släkt som inte uppskattar hans val av hustru.

## Produktion
Anora är en i en rad av filmer där Baker följer personer i sexbranschen eller andra verksamheter och personer i marginalen av det amerikanska samhället. Som independentfilmare har han lång erfarenhet av att arbeta i små produktionsteam, i olika roller. Till den här filmen bidrog han med manus, regi, klippning och som en av tre producenter.

### Produktionsvillkor
På en presskonferens under 2024 års filmfestival i Cannes, där filmen fick sin världspremiär, talade Baker omkring ämnet intimitetskoordinatorer: "Jag tror att intimitetskoordination är en sak som behöver appliceras olika beroende på film. När en skådespelare efterfrågar det, då kör vi på det […] Men jag har under karriären regisserat ett tiotal sexscener, och jag känner mig bekväm i min roll som regissör av sådana scener. Det viktigaste är att skådespelarna känner sig trygga, bekväma och inblandade i hela processen."
Mikey Madison tackade även nej till erbjudandet med en separat intimitetskoordinator, eftersom hon ville ha en mindre inspelningsapparat.  Andrea Werhun var en av flera sexarbetare som deltog i produktionen som konsulter, för att filmen så långt möjligt skulle ha en realistisk framtoning. Werhun kritiserade dock mängden våld mot "Ani" i den färdiga filmen.

### Teman
Filmen kretsar kring en sexarbetare, hennes liv och erfarenheter. Den inkluderar komiska inslag kring familjeproblem men också utsatthet och fokus på den 23-åriga titelrollens navigerande i sin yrkesroll och hennes försök att utnyttja de möjligheter som står till buds. Filmen har beskrivits som en askungesaga men också jämförts med Pretty Woman och andra filmer med fokus på olika typer av sexarbetare. Till skillnad från Pretty Woman beskrivs "Ani" som en person med egen agens och utan uppenbart behov av en "räddande ängel", och filmen har även klassats som en satir på Pretty Woman eller Askungen. De dramatiska förvecklingarna har fått folk att jämföra med Uncut Gems (2019) av bröderna Josh och Benny Safdie.
Anora är endast en av ett antal filmer som på senare år utforskat dynamiken kring sexarbete, sexköp och sexbranschen i stort. 2024 presenterades även Paying for It, en kanadensisk independentfilm baserad på Chester Browns självbiografiska serieroman. Året innan hade Poor Things premiär, och även den filmen Oscarbelönades för bästa kvinnliga huvudroll (till Emma Stone, för "Bella Baxter" som bland annat löser ekonomiska problem genom arbete på bordell). 2022 spelade Emma Thompson den kvinnliga huvudrollen i Good Luck to You, Leo Grande, en dramakomedi med en manlig sexarbetare och kvinnlig sexköpare (Thompson).

## Distribution och mottagande

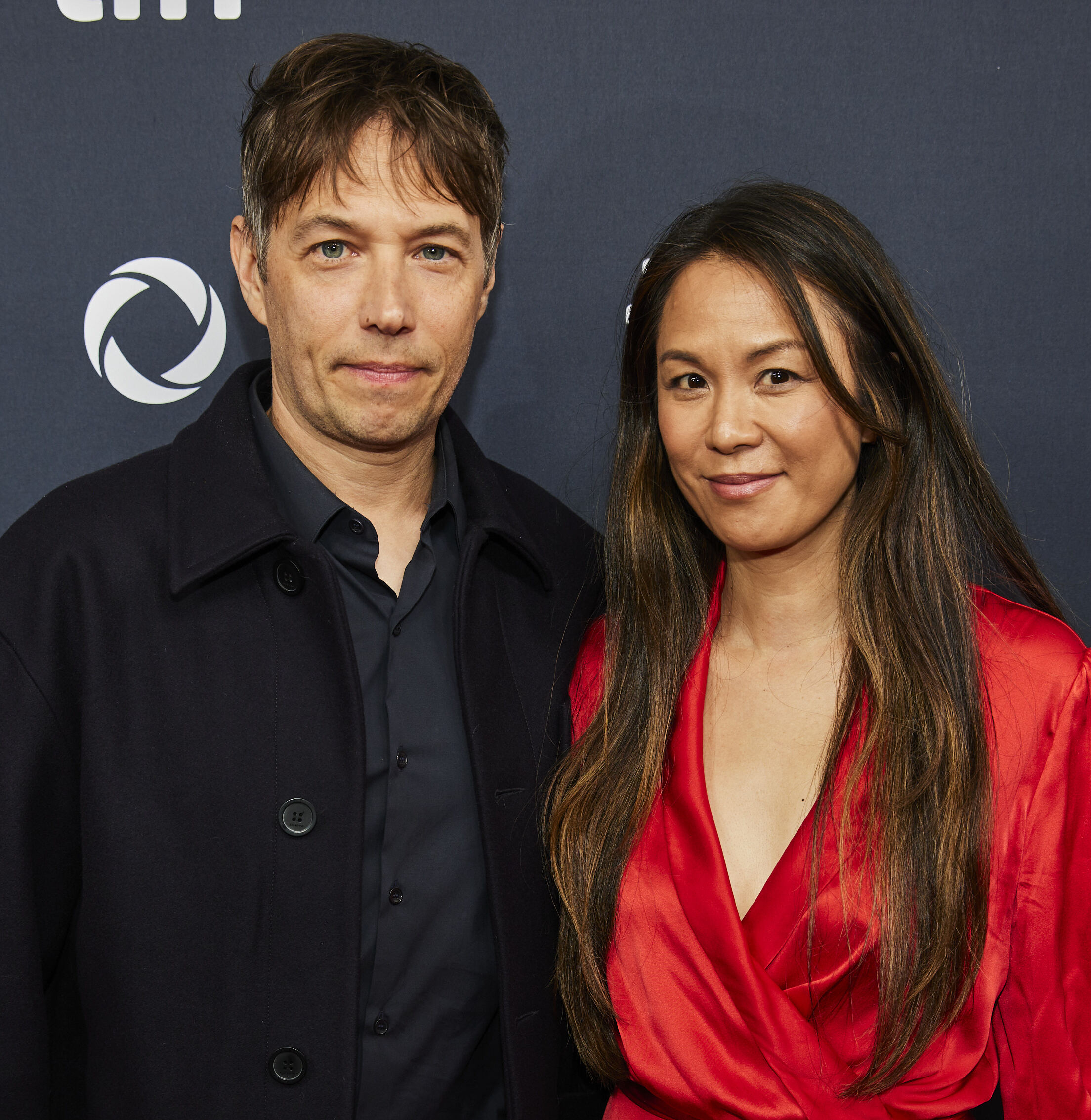
Regissören Sean Baker, med sin hustru och filmens producent Samantha Quan.

Filmen hade internationell premiär vid filmfestivalen i Cannes, där den oväntat vann Guldpalmen. Den släpptes under hösten 2024 på bio i en mängd olika länder, 6 december i Sverige. Fram till Oscarsgalan 2025 hade Anora vunnit pris för bästa film eller motsvarande vid minst 21 olika filmfestivaler eller prisgalor.
Vid Oscarsgalan i mars 2025 vann filmen Oscar för Bästa film, Bästa regi, Bästa kvinnliga huvudroll, Bästa originalmanus och Bästa klippning.
Anora har blivit Sean Bakers kommersiellt mest framgångsrika film, med sammanlagda biointäkter (april 2025) på knappt 56 miljoner US-dollar utifrån en budget på 6 miljoner dollar. 20 miljoner dollar av intäkterna kom då från USA, 35 miljoner från övriga länder. I USA noterades filmen för de högsta intäkterna per biograf i USA under 2024, och Oscarsstatyetterna ledde till en ny våg av biobesökare till filmen.

## Rollista (i urval)
| Mikey Madison       | – Ani                   |
| Mark Ejdelsjtejn    | – Ivan "Vanja" Zacharov |
| Jura Borisov        | – Igor                  |
| Karren Karagulian   | – Toros                 |
| Vatje Tovmasian     | – Garnick               |
| Aleksej Serebrjakov | – Nikolaj Zacharov      |
| Luna Sofía Miranda  | – Lulu                  |
| Lindsey Normington  | – Diamond               |
| Darja Jekamasova    | – Galina Zacharova      |
| Anton Biller        | – Tom                   |
| Vlad Mamai          | – Alska                 |
| Maria Tichinskaya   | – Dasja                 |
| Ivy Wolk            | – Crysta                |
| Ella Rubin          | – Vera Mikheeva         |